# Juan Carlos Elijas
Juan Carlos Elijas (Tarragona, 1966) és un escriptor i professor de llengua espanyola a l'institut Pons d’Icart de Tarragona. És membre de l'Associació Col·legial d'Escriptors de Catalunya, forma part de la Tertúlia de Poesia Mediona 15 i ha publicat més de vint llibres de poesia en espanyol i català.

## Llibres
- Vers.o.s. atávicos. Tarragona: Cuadernos de la Perra Gorda, 1998
- La tribu brama libre. Tarragona: Cuadernos de la Perra Gorda, 2003
- Versus inclusive. Tarragona: Zarppa’s Entertainment, 2004
- Camino de Extremadura. Saragossa: Gobierno de Aragón, 2005
- Talkin’ heads. Varese, Itàlia: La torre degli arabeschi, 2006
- Al alimón –con Manuel Camacho-. Puebla, Mèxic: Ala Impar/UAP, 2006
- Talking Heads. Tarragona: Silva Editorial, 2007
- Delfos, me has vencido. Barcelona: El Bardo, 2009
- Cuaderno de Pompeya. Saragossa: Prensas Universitarias, 2009
- Último aullido para Allen Ginsberg / Últim udol per l’Allen Ginsberg. Girona: Quadrivium, 2011
- Lisboa blues. Tarragona, Cuadernos de la Perra Gorda: 2011
- Per un nus a la gola. Lleida, Pagès Editors: 2012
- Flors a les parpelles. Alacant: Aguaclara, 2014
- Sonetos a Simeonova. Ceutí: Alacena Roja, 2014
- El todo por los cuernos. València: Orel, 2014
- Ontología poética. Sevilla: La isla de Siltolá, 2015
- Balada de Berlín. Saragossa: Los Libros del Gato Negro, 2017
- Reino de espíritu. Madrid: Reino de Cordelia, 2018
- Juan Carlos Elijas. Lleida, Tarragona: Edicions de la Universitat de Lleida, Publicacions de la Universitat Rovira i Virgili, 2019
- Quadern de l'ornitòleg. Terres de l'Ebre: Editorial Petròpolis, 2021

## Premis literaris
Alguns dels premis literaris que ha guanyat són:
- Premio Internacional Miguel Labordeta (2003)[4]
- Premi de poesia M.M. Marçal (2012)[5]
- Amantes de Teruel (2017)[6]